# Hřímavá bystřina
Hřímavá bystřina – potok górski w Sudetach Zachodnch, w Karkonoszach, w Czechach, w kraju hradeckim.
Górski potok o długości około 1,2 km, należący do zlewiska Morza Północnego, prawy dopływ Białej Łaby (czes. Bílé Labe). Źródła potoku położone są na wysokości około 1100 m n.p.m., poniżej Przełęczy Karkonoskiej. Potok płynie dość stromo na południowy zachód, do Doliny Białej Łaby, jednej z najładniejszych dolin w Karkonoszach. Wpada do Białej Łaby w jej dolnym biegu, ok. 2 km przed jej połączeniem z Łabą.